# Succhietto

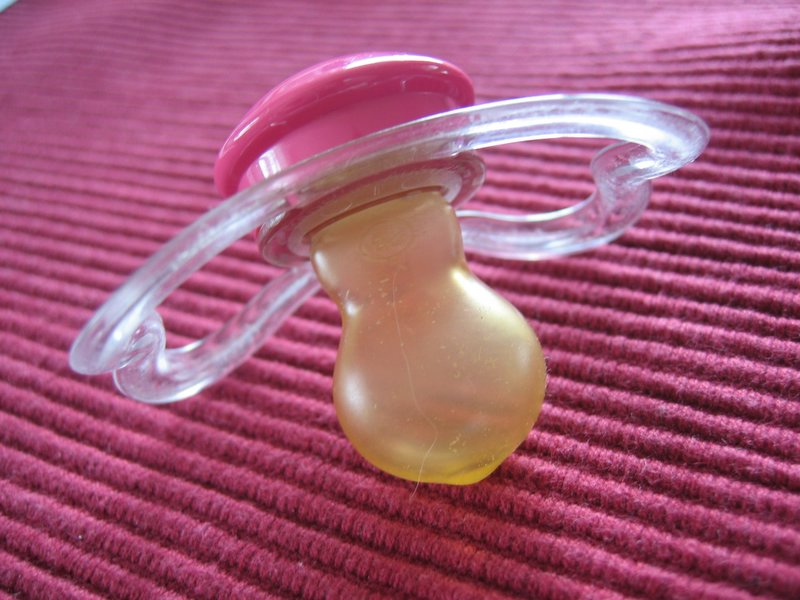
Un succhietto

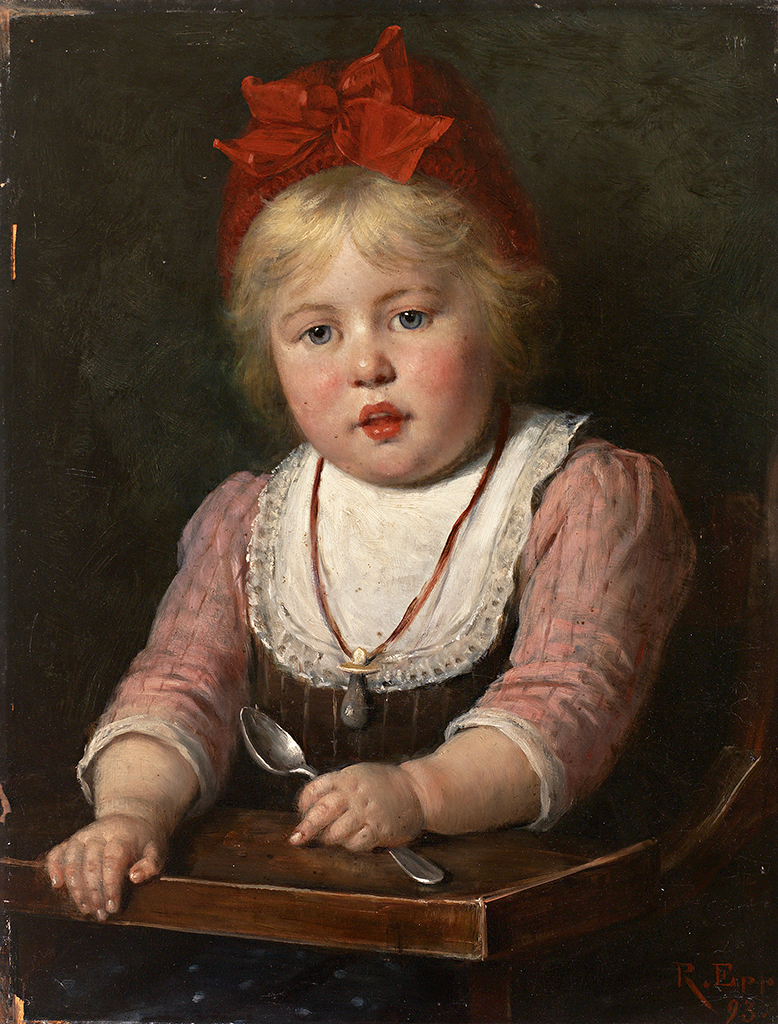
Bambina con al collo un succhiotto in quadro di Rudolf Epp del 1893

Il succhietto o succhiotto, chiamato anche colloquialmente ciuccio o ciucciotto, è una tettarella di gomma, plastica, caucciù o di silicone data ai bambini per conciliare il sonno o per calmarsi, stimolando il riflesso naturale della suzione.
Nella sua forma standard si mostra come una sorta di capezzolo artificiale con una impugnatura. 
Le dimensioni sono appositamente studiate per impedire che il bambino possa involontariamente ingerire o inalare l'oggetto.

## Storia

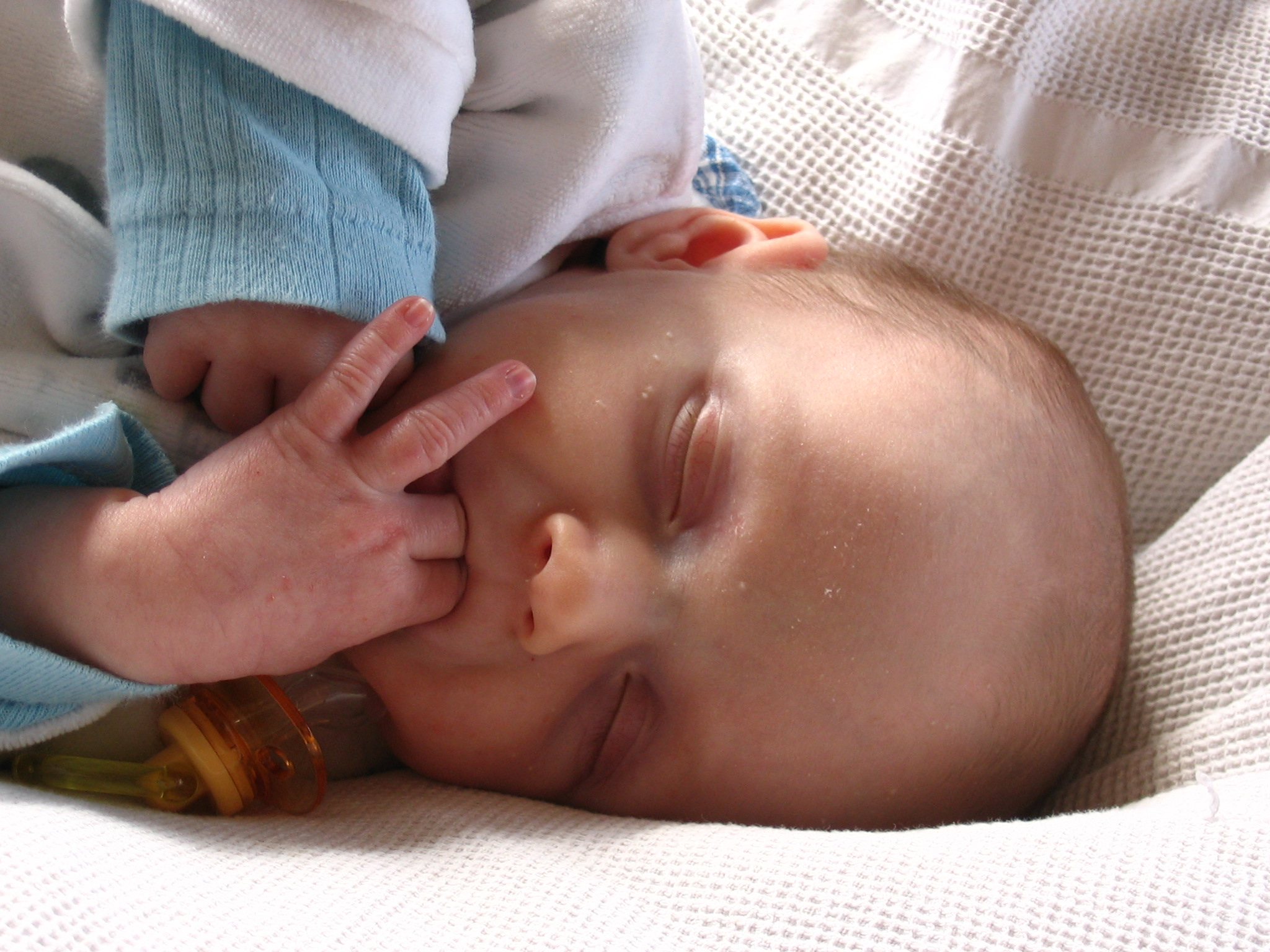
I neonati spesso succhiano il succhietto o il pollice quando dormono

I primi rudimentali succhietti possono farsi risalire addirittura a 2000-3000 anni fa: sono stati ritrovati infatti, in Italia e Cipro, piccoli animali di argilla destinati ad essere appesi al collo, con una grande apertura per l'inserimento - probabilmente - di miele ed un piccolo orifizio nella bocca dell'animale affinché fosse possibile per il bambino succhiare il miele.
Questi ciucciotti "primitivi" sono stati utilizzati fino al medioevo. A questo periodo risalgono le prime fonti, quasi tutte di matrice tedesca. Celebre è la rappresentazione nel quadro di Albrecht Dürer, Madonna del Lucherino, del Gesù Bambino con in mano un sacchetto di lino che veniva utilizzato intinto nel miele o in acqua zuccherata per calmare i bambini.
La forma odierna è stata raggiunta attorno al 1900, quando venne brevettato negli Stati Uniti il "baby comforter".

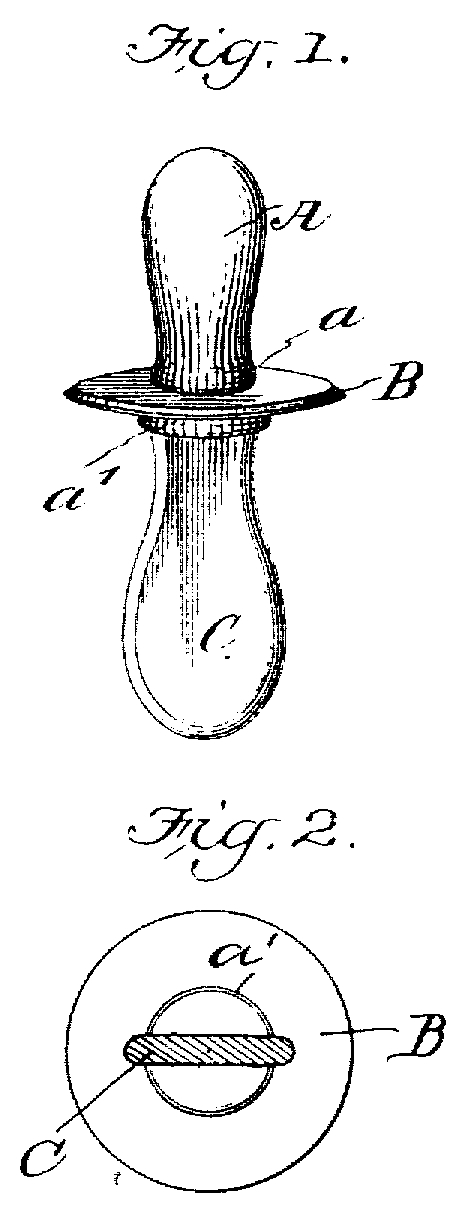
Il brevetto depositato negli Stati Uniti all'inizio del XX secolo

## Materiali e forme
I materiali utilizzati nella realizzazione dei succhietti sono il caucciù e il silicone. Il caucciù è una materia prima naturale particolarmente apprezzata per le sue qualità di elasticità, morbidezza e resistenza. Il silicone è un materiale trasparente, inodore e insapore, che mantiene nel tempo le sue caratteristiche e non degrada a diretto contatto con il calore e la luce dei raggi solari. I ciucci in caucciù con l'usura e le ripetute sterilizzazioni si deteriorano, diventando meno igienici in quanto tendono a diventare appiccicosi. Il silicone medico, invece, per quanto resistente, può tagliarsi allo spuntare dei primi dentini.
I succhietti possono essere realizzati o in un blocco unico di caucciù o silicone, oppure in due parti: tettarella in caucciù o silicone e uno scudo rigido.
Le forme più diffuse sono tre: anatomico, a ciliegia e a goccia. La forma anatomica segue l'anatomia della bocca: risulta schiacciato e con la punta rivolta all'insù verso il palato. Quelli a ciliegia invece hanno la tettina rotonda e quelli a goccia hanno una forma allungata e simmetrica.
Le dimensioni variano in relazione all'età dell'utenza di riferimento. Vi sono comunemente in commercio tre misure: una per i neonati, una per i bambini dai 4 o 6 mesi in su e una per i bambini dai 12 o 16 mesi in su. Le misure dipendono anche dalla marca e dai modelli diversi di succhietto.

## Problemi e benefici derivanti dall'utilizzo
Se un succhietto viene intinto in sostanze zuccherine come il miele (abitudine diffusa per calmare bambini agitati), potrebbero esserci problemi dentari come la carie nei denti da latte. Fornire miele ai bambini potrebbe inoltre essere dannoso per i rischi correlati al botulismo in caso di non rispetto delle adeguate norme igieniche da parte del produttore.
L'uso prolungato nei primi anni di vita può causare problemi dentari.
Di converso, studi scientifici hanno dimostrato che l'utilizzo del ciuccio può ridurre il rischio di sindrome della morte improvvisa del lattante.

## Succhietti per adulti

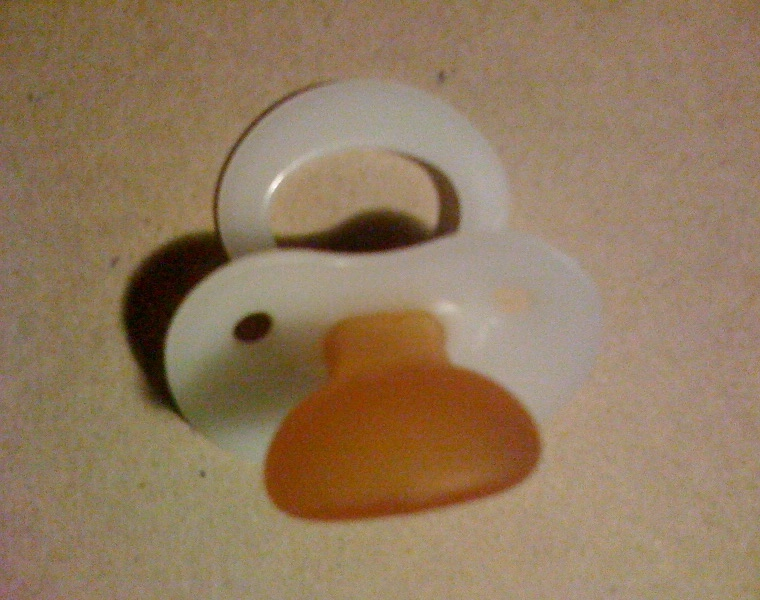
Un succhietto per adulti

Utilizzati nell'infantilismo parafilico, si tratta di succhietti proporzionati alla bocca di un adulto, con uno scudo e una tettina di dimensioni più grandi di quelli per infanti. I più conosciuti sono commerciati sotto un noto marchio tedesco di prodotti per l'infanzia.
Per contrastare patologie quali il bruxismo, la malocclusione e altre patologie neurologiche è stato recentemente realizzato un dispositivo che è misto tra un succhietto per adulti ed un paradenti.
Recenti studi hanno dimostrato che l'utilizzo del succhietto negli adulti può diminuire o addirittura eliminare completamente la roncopatia.